# Latarnia morska Moscater
Latarnia morska Moscater (kat. Far del Moscater lub Far de sa Punta des Moscarter, hiszp. Faro de (Punta) Moscarter) – znak nawigacyjny w postaci wieży znajdujący się na północnym krańcu hiszpańskiej wyspy Ibizie, na południowym wybrzeżu Morza Balearskiego. W pobliżu położona jest miejscowości Portinatx. Ma wysokość 52 metrów, dzięki czemu jest najwyższą tego typu budowlą w archipelagu Balearów. Jej światło umiejscowione jest na wysokości 93 m n.p.m. Nadaje pojedynczy biały błysk co 5 sekund widoczny z odległości do 18 mil morskich. Betonowa, cylindryczna wieża pomalowana jest w białe i czarne ukośne pasy.
Latarnia została zbudowana w latach 1975–1977. Od momentu uruchomienia działa automatycznie.
Latarnia i teren wokół niej jest niedostępny dla zwiedzających. Zarządza nią hiszpańska instytucja Puertos del Estado oraz balearska Autoritat Portuària de Balears.